# Station Pietrowice Głubczyckie
Station Pietrowice Głubczyckie was een spoorwegstation in de Poolse plaats Pietrowice. Het werd in 1970 gesloten en in 2008 afgebroken.